# Eugen Gärtner
Eugen Gärtner (geboren am 7. Dezember 1885 in Schweinfurt; gestorben am 2. März 1980 in Kew Gardens, Queens, New York City, New York, USA) war ein deutscher Rabbiner.

## Leben
Eugen Gärtner war das jüngste von elf Kindern des Geschäftsmannes Abraham Gärtner (* 1843, † 1934 in Nürnberg) und seiner Frau Recha geb. Kohnstamm (* 1843, † 1930 in Nürnberg). Er studierte von 1905 bis 1912 an der Hochschule für die Wissenschaft des Judentums in Berlin und wurde an der Universität Würzburg promoviert. Von 1913 bis 1920 wirkte Gärtner als Rabbiner in Dresden, unterbrochen von Wehrdienst und Einsatz an der Westfront. Von 1920 bis 1924 war er Rabbiner in München und als Fachlehrer für israelitische Religion am Wilhelms- und am Maximiliansgymnasium eingesetzt. 1924 ging er nach Zwickau. Im Jahr 1930 übernahm er das Amt des Landesrabbiners in Braunschweig (siehe auch: Geschichte der Juden in Braunschweig#Reformjudentum), amtierte als Präsident der B’nai-B’rith-Loge und engagierte sich in der jüdischen Wohlfahrtspflege.
Im Jahr 1920 heirateten Eugen Gärtner und die Modeschöpferin Helene Rösberg (* 1886 in Butzheim,† 1959 in New York). Sohn Hans wurde 1921 in München geboren und emigrierte 1936 in die USA, wo er sich Jack Nathan nannte. Die Tochter Elisabeth, verh. Schumann, wurde 1926 in Zwickau geboren.
Im April 1938 emigrierte Gärtner mit seiner ersten Frau und der Tochter nach New York in die USA, wo er bis 1940 Gelegenheitsarbeiten durchführte, unter anderem von 1946 bis 1950 als Hotel-Buchhalter arbeitete und 1955 als Mitarbeiter des Leo Baeck Instituts in New York tätig war, 1956 bis 1966 als Bibliothekar. In zweiter Ehe heiratete Gärtner 1961 Irma E. Rumann (* 1892 in Frankfurt a. M.). 1976 lebte er in Kew Gardens, N.Y.

## Werke
- Komposition und Wortwahl des Buches der Weisheit (Schriften der Lehranstalt für die Wissenschaft des Judentums, Bd. 2, H. 2–4) Mayer & Müller, Berlin 1912